# Хоккей с шайбой на зимних Олимпийских играх 2014
Хоккейный турнир на зимних Олимпийских играх 2014 года проходил с 8 по 23 февраля в российском городе Сочи. Хоккеисты разыграли олимпийские награды 23-й раз в истории, а хоккеистки — пятый. Все матчи турнира проходили в ледовом дворце «Большой» и на ледовой арене «Шайба», которые были построены специально для проведения Олимпийских игр.
Соревнования, как и на предыдущих Играх, закончились триумфально для Канады, которая вновь завоевала золотые медали в мужском и женском турнире. Мужская сборная Канады завоевала золотые медали, одолев в финале сборную Швеции со счётом 3:0. Женская сборная Канады завоевала «золото», переиграв в финале сборную США в овертайме со счётом 3:2. Бронзовые награды у мужчин выиграла сборная Финляндии, а у женщин впервые в своей истории третье место заняла сборная Швейцарии.

## Квалификация
Для участия в Олимпийских играх сборные, которые не прошли автоматически благодаря высокому мировому рейтингу ИИХФ, должны были играть квалификационные раунды с сентября 2012 года по февраль 2013 года. Для участия в мужском турнире автоматически квалифицировались 9 команд: Канада, Россия, Чехия, Швеция, Финляндия, США, Словакия, Швейцария и Норвегия. Оставшиеся три места разыгрывали 24 сборные. На мужской хоккейный турнир в итоге квалифицировались сборные Австрии, Латвии и Словении. При этом сборная Словении впервые получила право участвовать на Олимпиаде.
Для участия в женском турнире автоматически квалифицировались 6 команд: Канада, Россия, США, Швеция, Финляндия и Швейцария. Оставшиеся два места разыгрывали 20 сборных. На женский хоккейный турнир в итоге квалифицировались сборные Японии и Германии.

## Арены
Матчи проходили в ледовом дворце «Большой», который вмещает 12 тысяч зрителей и на ледовой арене «Шайба», рассчитанной на 7 тысяч посадочных мест. В отличие от Игр 2010 года в Ванкувере, размеры хоккейной площадки составляли 60х30 метров, что предусмотрено стандартом Международной федерации хоккея на льду, а не Национальной хоккейной лиги.
Женский хоккейный турнир практически полностью проводился на арене «Шайба». Лишь финал и матч за третье место прошли в ледовом дворце «Большой». Матчи мужского турнира, напротив, в большинстве своём проводились в «Большом», лишь пять матчей предварительного раунда и две игры плей-офф были сыграны на арене «Шайба».
| Ледовый дворец «Большой» Вместимость: 12 000 | Ледовая арена «Шайба» Вместимость: 7000 |
| -------------------------------------------- | --------------------------------------- |
|                                              |                                         |
| Сочи                                         | Сочи                                    |

## Медали

### Медальный зачёт
| Место | Страна    | Золото | Серебро | Бронза | Всего |
| ----- | --------- | ------ | ------- | ------ | ----- |
| 1     | Канада    | 2      | 0       | 0      | 2     |
| 2     | Швеция    | 0      | 1       | 0      | 1     |
| 2     | США       | 0      | 1       | 0      | 1     |
| 3     | Финляндия | 0      | 0       | 1      | 1     |
| 3     | Швейцария | 0      | 0       | 1      | 1     |
| Всего | Всего     | 2      | 2       | 2      | 6     |

### Медалисты
Капитан финской сборной Теему Селянне стал самым возрастным хоккеистом, выигравшим медаль Олимпиады. Канадские хоккеистки Хейли Виккенхайзер, Джейна Хеффорд и Каролин Уэллетт стали четырёхкратными олимпийскими чемпионками, что является рекордом для хоккея.

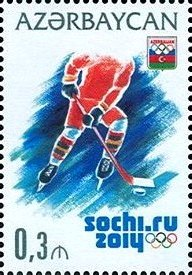
Хоккей на почтовой марке Азербайджана 2014 года, посвящённой зимним Олимпийским играм 2014

| Дисциплина | Золото | Серебро | Бронза |
| Мужчины    | КанадаРоберто Люонго · Данкан Кит · Дэн Хэмьюс · Ши Уэбер · Дрю Даути · Мэтт Дюшен · Патрик Шарп · Патрик Марло · Крис Кунитц · Райан Гецлаф · Джонатан Тэйвз · Джей Боумистер · Джон Таварес · Джейми Бенн · Кори Перри · Мартин Сан-Луи · Алекс Пьетранджело · Кэри Прайс · Патрис Бержерон · Майк Смит · Марк-Эдуард Власич · Рик Нэш · Пи Кей Суббан · Джефф Картер · Сидни Кросби | ШвецияЮнас Энрот · Оливер Экман-Ларссон · Никлас Яльмарссон · Хенрик Таллиндер · Даниэль Альфредссон · Патрик Берглунд · Маркус Крюгер · Якоб Сильверберг · Никлас Бекстрём · Александр Стин · Луи Эрикссон · Даниэль Седин · Александр Эдлер · Джонни Одуйя · Хенрик Лундквист · Хенрик Зеттерберг · Густав Нюквист · Джимми Эрикссон · Юнас Густавссон · Юнатан Эрикссон · Никлас Крунвалль · Карл Хагелин · Эрик Карлссон · Маркус Юханссон · Габриэль Ландескуг | ФинляндияОлли Мяяття · Осси Вяанянен · Лассе Кукконен · Сами Сало · Теему Селянне · Олли Йокинен · Туомо Рууту · Александр Барков · Сами Леписто · Йори Лехтеря · Сакари Салминен · Яркко Иммонен · Петри Контиола · Лаури Корпикоски · Антти Ниеми · Кари Лехтонен · Юсси Йокинен · Юусо Хиетанен · Туукка Раск · Антти Пильстрём · Киммо Тимонен · Сами Ватанен · Юхаматти Аалтонен · Микаэль Гранлунд · Леонид Комаров |
| Женщины    | КанадаМеган Агоста · Хейли Виккенхайзер · Мелоди Дауст · Брианн Дженнер · Ребекка Джонстон · Хейли Ирвин · Шарлин Лабонте · Женевьев Лакасс · Жослин Ларок · Меган Миккелсон · Мари-Филип Пулен · Лорин Ружо · Шэннон Сабадош · Натали Спунер · Кэтрин Уорд · Тара Уоткорн · Дженнифер Уэйкфилд · Каролин Уэллетт · Лаура Фортино · Джейна Хеффорд · Джиллиан Эппс                     | СШАМолли Шаус · Меган Бозек · Джесси Веттер · Кендалл Койн · Алекс Карпентер · Аманда Кессел · Брайанн Маклафлин · Кейси Беллами · Мишель Пикар · Энн Шлепер · Жозефин Пукки · Моник Ламурё · Меган Дагган · Линдси Фрай · Джули Чу · Келли Стэк · Жослин Ламурё · Жизель Марвин · Брианна Декер · Хилари Найт · Ли Стеклейн | ШвейцарияЯнина Альдер · София Антаматтен · Лаура Бенц · Сара Бенц · Николь Булло · Нина Вайдахер · Ливия Альтман · Стефани Марти · Катрин Набхольц · Ангела Фраучи · Джулия Марти · Сара Форстер · Сандра Тальман · Роми Эггиман · Фёбе Стенц · Аня Штифель · Лара Штальдер · Эвелина Разелли · Джессика Луц · Алина Мюллер · Флоренс Шеллинг                                                                             |

По данным: IIHF.com

## Мужчины
Как и перед предыдущим турниром в Ванкувере, остро обсуждался вопрос об участии игроков Национальной хоккейной лиги (НХЛ). Вновь проходили тяжёлые переговоры между оргкомитетом Игр, Международным олимпийским комитетом (МОК), Международной федерацией хоккея на льду (ИИХФ), НХЛ и Ассоциацией игроков национальной хоккейной лиги (NHLPA). В основном недовольными участием игроков являлись владельцы клубов НХЛ. В итоге, 19 июля 2013 года на официальном сайте НХЛ появилось сообщение, что игроки НХЛ смогут принять участие в сочинской Олимпиаде 2014 года. По словам комиссара НХЛ Гэри Беттмэна: «Это решение было трудным во многих отношениях, но, как мы точно знаем, оно придётся по душе нашими игрокам и, самое главное, подавляющему большинству поклонников хоккея и спорта по всему миру».
Участие игроков из НХЛ, естественно, сказалось на прогнозах букмекеров, связанных с фаворитами турнира. По их мнению, главными претендентами на победу в мужском хоккейном турнире являлись сборные России и Канады. Наименьшие шансы на завоевание «золота» отдавались сборным Словении и Австрии. Эксперты считали, что сборные Канады, Швеции, России и США достойны сойтись в полуфиналах. При этом канадцы считались главными фаворитами турнира. Редакторы основных сайтов Национальной хоккейной лиги также дали свой прогноз на исход олимпийского турнира по хоккею. Как показывают таблицы, опубликованные на официальном сайте НХЛ, большинство редакторов считало, что победит Канада.
Формат проведения турнира не изменился по сравнению с Играми 2010 года. Розыгрыш вновь состоял из 30 матчей, 18 из которых проходили на предварительном раунде и 12 в плей-офф. Первоначально двенадцать команд были разделены на три группы по четыре команды.
Предварительный раунд стартовал 12 февраля двумя матчами: Швеция — Чехия и Швейцария — Латвия. Форвард сборной Финляндии Теему Селянне, отметившись заброшенной шайбой в матче против Норвегии, стал самым возрастным хоккеистом, забивавшим на Олимпийских играх. В день игры ему было 43 года 7 месяцев и 11 дней. По завершении группового этапа все команды были ранжированы 1D—12D. Первые четыре сборные в таблице автоматически проходили в четвертьфинал, оставшиеся же участвовали в квалификации плей-офф. Для определения этого рейтинга использовались следующие критерии в указанном порядке:

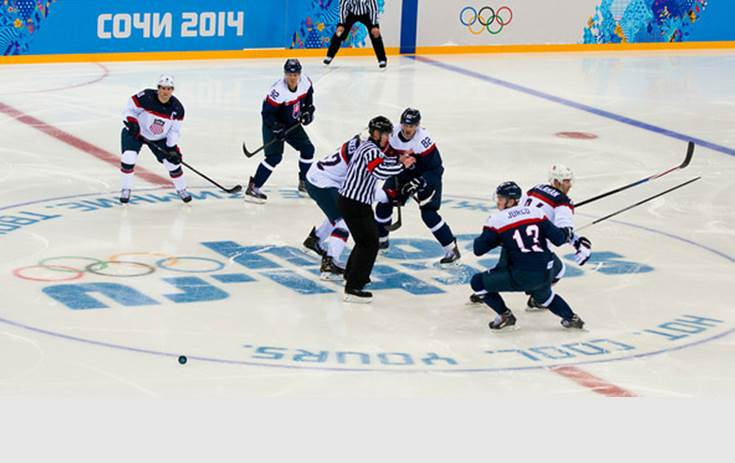
Матч предварительного раунда США — Словакия

- Первая позиция в своих группах (1D—3D);
- Большее количество очков;
- Лучшая разница шайб;
- Большее количество заброшенных шайб;
- Лучший рейтинг ИИХФ 2013.

Рейтинг команд перед плей-офф
| М   | Сборная   | Группа | МГ | О | РШ  | ШЗ | Рейтинг |
| --- | --------- | ------ | -- | - | --- | -- | ------- |
| 1D  | Швеция    | C      | 1  | 9 | +5  | 10 | 1       |
| 2D  | США       | A      | 1  | 8 | +11 | 15 | 6       |
| 3D  | Канада    | B      | 1  | 8 | +9  | 11 | 5       |
| 4D  | Финляндия | B      | 2  | 7 | +8  | 15 | 2       |
| 5D  | Россия    | A      | 2  | 6 | +3  | 8  | 3       |
| 6D  | Швейцария | C      | 2  | 6 | +1  | 2  | 7       |
| 7D  | Чехия     | C      | 3  | 3 | −1  | 6  | 4       |
| 8D  | Словения  | A      | 3  | 3 | −5  | 6  | 17      |
| 9D  | Австрия   | B      | 3  | 3 | −8  | 7  | 15      |
| 10D | Словакия  | A      | 4  | 1 | −9  | 2  | 8       |
| 11D | Латвия    | C      | 4  | 0 | −5  | 5  | 11      |
| 12D | Норвегия  | B      | 4  | 0 | −9  | 3  | 9       |

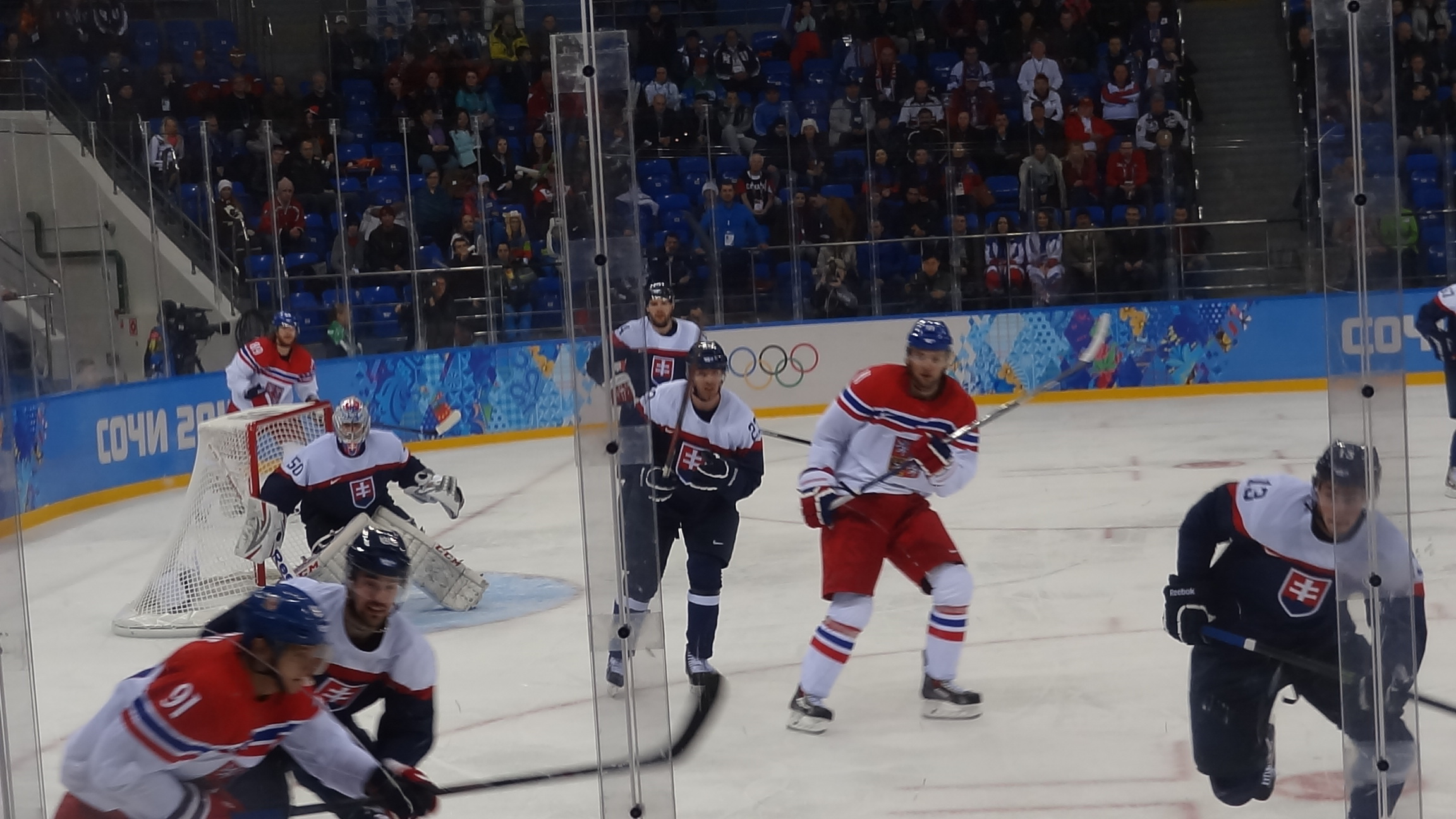
Четвертьфинальный матч между сборными Чехии и Словакии

В четвертьфинале все команды, занявшие первые четыре места в первом раунде, одержали победу над своими соперниками. Шведы разгромили сборную Словении — 5:0. Сборная Финляндии одолела сборную России со счётом 3:1. Канадцы с трудом победили команду Латвии — 2:1. Сборная США уверенно переиграла чехов со счётом 5:2. Полуфиналы прошли в ещё более упорной борьбе. Шведы сумели одержать волевую победу над сборной Финляндии. Пропустив гол от Олли Йокинена, они сумели ответить точными бросками Луи Эрикссона и Эрика Карлссона. Сборная Канады в упорной борьбе со счётом 1:0 победила сборную США. На 25-й минуте единственную шайбу забросил Джейми Бенн. Вратарь Кэри Прайс, отразивший 31 бросок по своим воротам, оформил свой первый «сухой матч» на турнире.
В матче за бронзовые медали Финляндия разгромила сборную США — 5:0. Дублем в этой игре отметился Теему Селянне, который увеличил своё рекордное число набранных очков на Олимпийских играх до 43. В финале сборная Канады сумела защитить титул Олимпийского чемпиона, выиграв у сборной Швеции со счётом 3:0. Шайбы на счету Джонатана Тэйвза, Сидни Кросби, Криса Кунитца. Одержав эту победу, сборная Канады завоевала уже третий титул олимпийского чемпиона в XXI веке и всего девятый титул в своей истории. Самым ценным игроком хоккейного турнира на Олимпийских играх в Сочи был признан 43-летний капитан сборной Финляндии Теему Селянне. Лучшим вратарём стал канадец Кэри Прайс. Лучшим защитником признали игрока сборной Швеции Эрика Карлссона, а лучшим нападающим американца Фила Кессела.
В символическую сборную мужского олимпийского турнира вошли: вратарь Хенрик Лундквист (Швеция), защитники Дрю Даути (Канада) и Эрик Карлссон (Швеция), нападающие Теему Селянне (Финляндия), Фил Кессел (США) и Микаэль Гранлунд (Финляндия). Набравшие по 8 результативных балла Кессел и Карлссон разделили звание лучшего бомбардира соревнования.

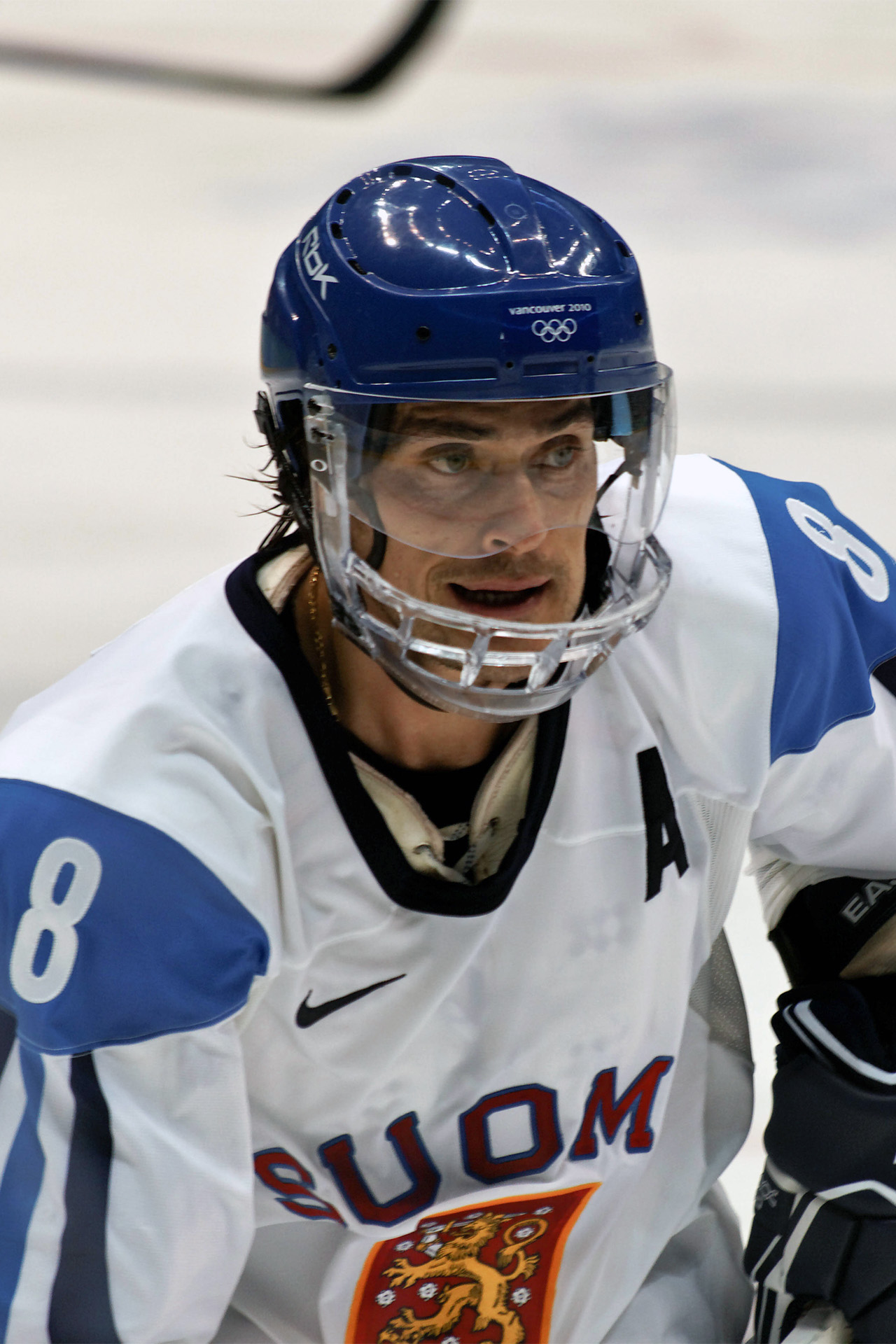
Самый ценный игрок — Теему Селянне

Итоговое положение команд
| 1   | Канада    |
| 2   | Швеция    |
| 3   | Финляндия |
| 4.  | США       |
| 5.  | Россия    |
| 6.  | Чехия     |
| 7.  | Словения  |
| 8.  | Латвия    |
| 9.  | Швейцария |
| 10. | Австрия   |
| 11. | Словакия  |
| 12. | Норвегия  |

| Олимпийский чемпион 2014 |
| Канада Девятый титул     |

## Женщины
Формат проведения турнира немного изменился по сравнению с Играми 2010 года. Розыгрыш медалей проводился как на чемпионате мира 2013 года и состоял из 22 матчей, 12 из которых проходили на предварительном раунде и 10 в плей-офф. Первоначально восемь команд были разделены по рейтингу на две группы по четыре команды. Две первые команды в группе A сразу получают право играть в полуфинале, а команды занявшие 3-4 места играют в четвертьфинале. В группе B: первые две команды играют в четвертьфинале, а команды, занявшие 3-е и 4-е места, участвуют в розыгрыше за 5-8 места.
Главными фаворитами, как и на предыдущих Олимпиадах, считались североамериканские сборные — США и Канады. Канадкам всё же отдавали большее предпочтение, ведь они не проигрывали на Олимпийских играх уже на протяжении 15 матчей подряд. Интригой женского хоккейного турнира являлся также ответ на вопрос: «сумеет ли одна из европейских сборных повторить достижение сборной Швеции в Турине»? Тогда на Олимпиаде-2006 скандинавские хоккеистки вышли в финал и завоевать серебряные медали.
Предварительный раунд стартовал 8 февраля матчем США — Финляндия, который завершился победой американок со счётом 3:1. По итогам предварительного раунда только две команды одержали по три победы в трёх матчах — сборные Канады и России.
Таблица группы A
| М | Сборная   | И | В | ВО | ПО | П | ШЗ | ШП | РШ  | О |
| - | --------- | - | - | -- | -- | - | -- | -- | --- | - |
| 1 | Канада    | 3 | 3 | 0  | 0  | 0 | 11 | 2  | +9  | 9 |
| 2 | США       | 3 | 2 | 0  | 0  | 1 | 14 | 4  | +10 | 6 |
| 3 | Финляндия | 3 | 0 | 1  | 0  | 2 | 5  | 9  | −4  | 2 |
| 4 | Швейцария | 3 | 0 | 0  | 1  | 2 | 3  | 18 | −15 | 1 |

Таблица группы B
| М | Сборная  | И | В | ВО | ПО | П | ШЗ | ШП | РШ | О |
| - | -------- | - | - | -- | -- | - | -- | -- | -- | - |
| 1 | Россия   | 3 | 3 | 0  | 0  | 0 | 9  | 3  | +6 | 9 |
| 2 | Швеция   | 3 | 2 | 0  | 0  | 1 | 6  | 3  | +3 | 6 |
| 3 | Германия | 3 | 1 | 0  | 0  | 2 | 5  | 8  | −3 | 3 |
| 4 | Япония   | 3 | 0 | 0  | 0  | 3 | 1  | 7  | −6 | 0 |

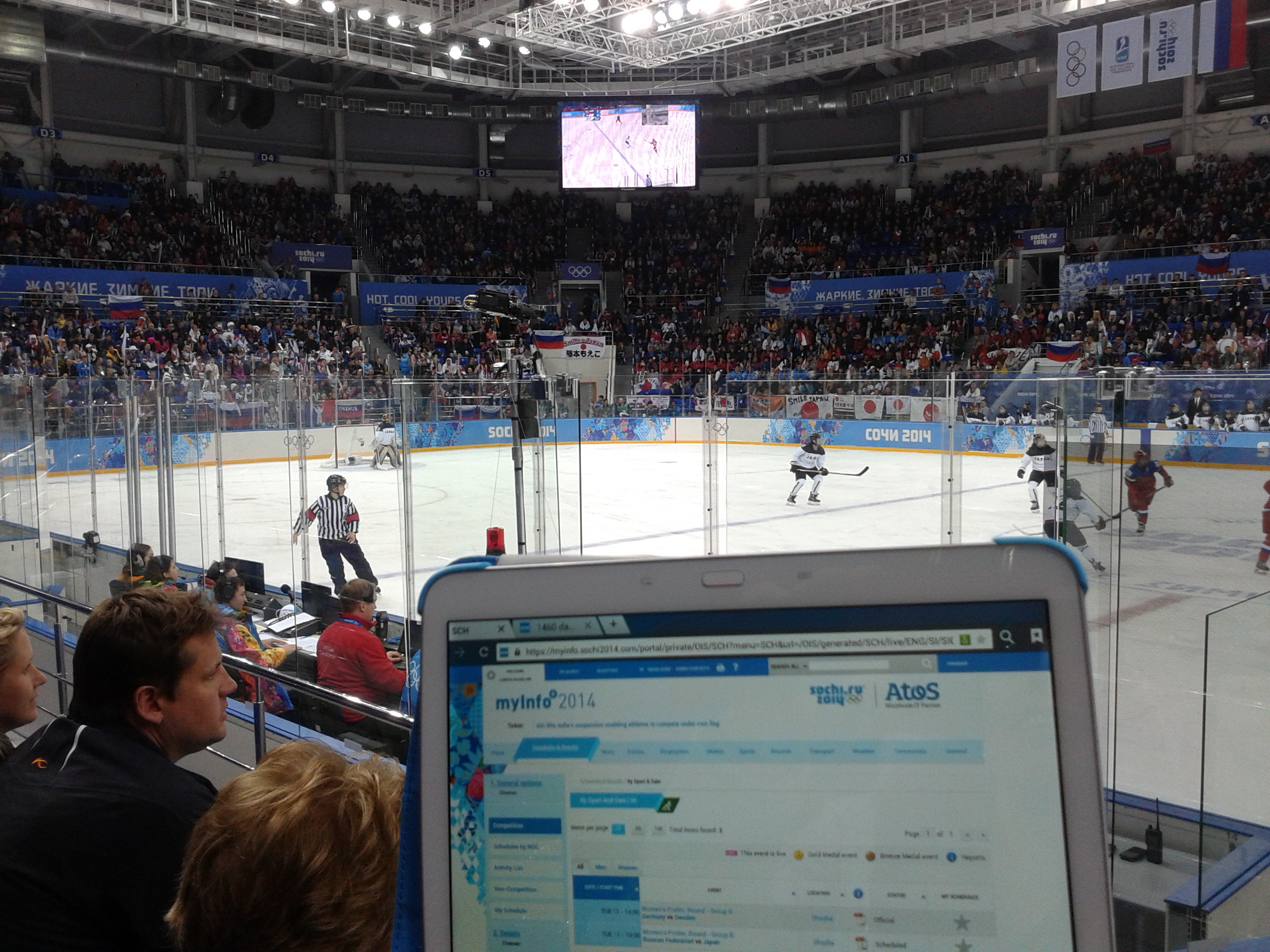
Матч предварительного раунда Россия — Япония

В первом четвертьфинале сборная Швеции победила сборную Финляндии со счётом 4:2. Во второй игре стадии сборная Швейцарии в упорнейшей борьбе выиграла у россиянок — 2:0. Полуфинальные матчи турнира закончились без сенсации: сильнейшие сборные США и Канады одержали победу и вышли в финал. Американки уверенно одолели Швецию — 6:1, а канадки оказались сильнее Швейцарии, выиграв со счётом 3:1.

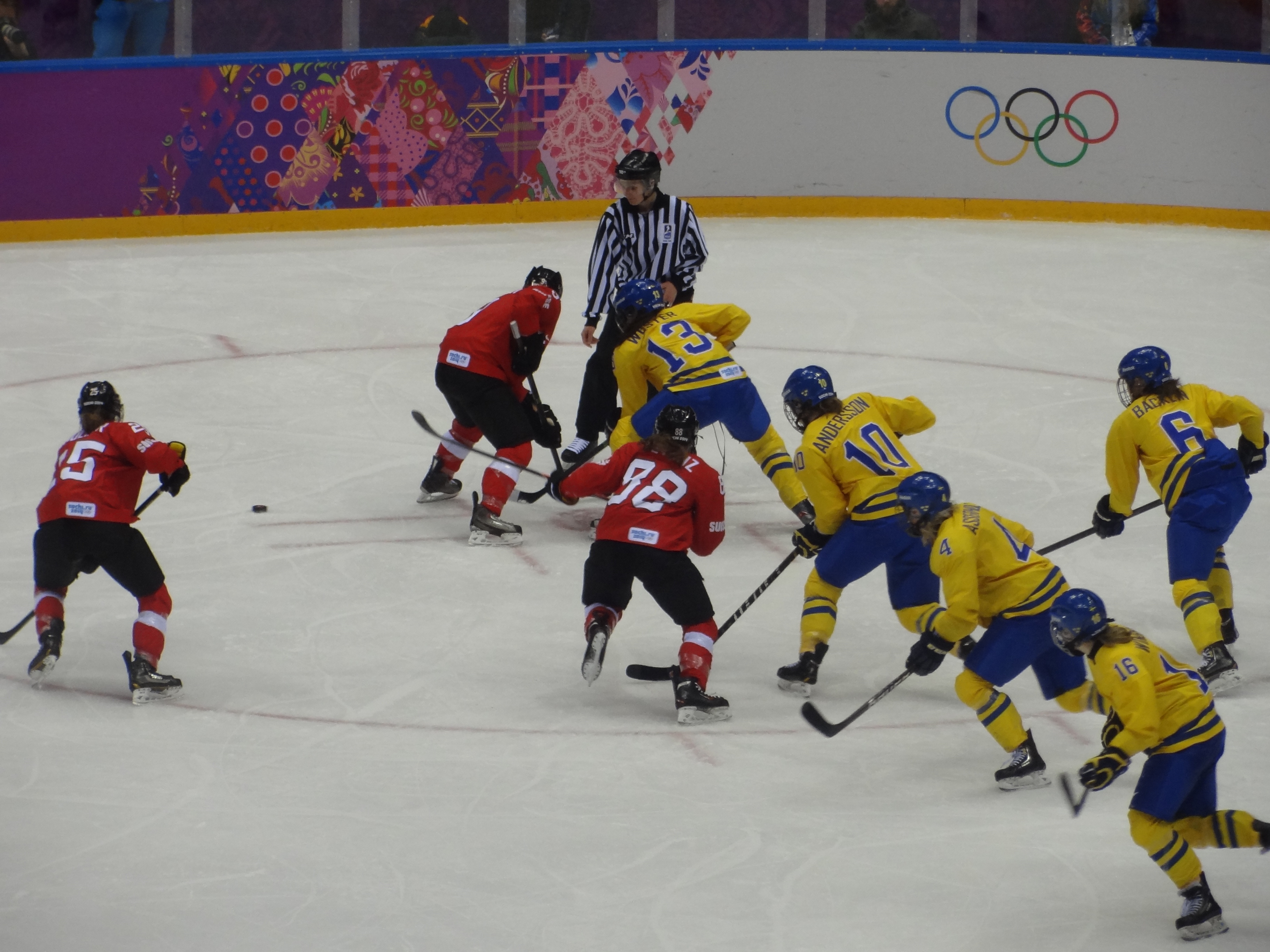
Матч за третье место между сборными Швеции и Швейцарии

В матче за бронзовые медали Швейцария одержала волевую победу на сборной Швецией. После двух периодов швейцарки уступали 0:2, но переломили ситуацию и выиграли третий период 4:1. Одержав победу 4:3, сборная Швейцарии впервые в своей истории завоевала олимпийские медали. Финал оказался не менее драматичным. Сборная Канады за 3,5 минуты до конца матча уступала 0:2, но успела отыграться. Сначала Брианн Дженнер сократила отставание в счёте, а за 55 секунд до окончания основного времени Мари-Филип Пулен сделала счёт равным и перевела игру в овертайм. В дополнительное время всё та же Мари-Филип Пулен принесла сборной Канаде «золото», отличившись на 9-й минуте при реализации большинства. Одержав эту победу, канадки завоевали четвёртый подряд титул олимпийских чемпионок.
Самым ценным игроком женского хоккейного турнира на Олимпийских играх в Сочи была признана вратарь сборной Швейцарии Флоренс Шеллинг. Флоренс также была признана лучшим вратарём турнира. Лучшим защитником признали игрока сборной Финляндии Енни Хийрикоски, а лучшим нападающим другую финскую хоккеистку Мишель Карвинен. В символическую сборную женского олимпийского турнира вошли: вратарь Флоренс Шеллинг (Швейцария), защитники Меган Бозек (США) и Енни Хийрикоски (Финляндия), нападающие Аманда Кессел (США), Меган Агоста (Канада) и Хилари Найт (США). Набравшие по 7 результативных балла финка Мишель Карвинен и шведка Пернилла Винберг разделили звание лучшего бомбардира соревнования.
Итоговое положение команд
| 1  | Канада    |
| 2  | США       |
| 3  | Швейцария |
| 4. | Швеция    |
| 5. | Финляндия |
| 6. | Германия  |
| 7. | Япония    |

| Олимпийский чемпион 2014 |
| Канада Четвёртый титул   |

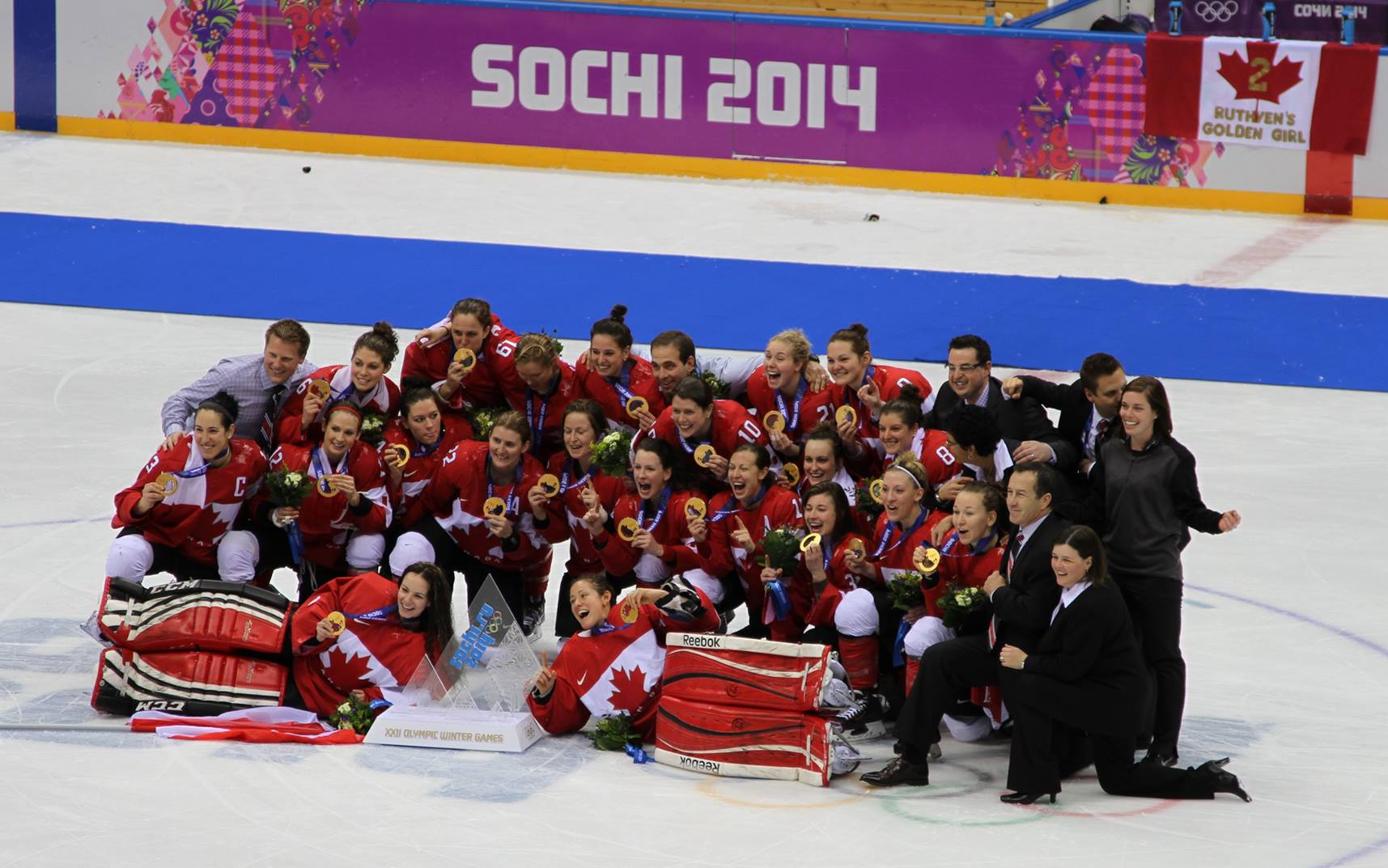
Обладатель золотых медалей — сборная Канады

Международный олимпийский комитет (МОК) аннулировал результат женской сборной России по хоккею на Олимпийских играх 2014 года в Сочи.

## Допинговые скандалы
Хоккейный олимпийский турнир 2014 года не избежал допинговых скандалов. 22 февраля было сообщено, что допинг-проба, взятая у хоккеиста сборной Латвии Виталия Павлова, дала положительный результат. За это Павлов был исключён из списка участников Олимпийских игр, а также Международная федерация хоккея на льду лишила его диплома за восьмое место на Олимпийских играх. Уже после окончания Олимпийских игр появилась информация, что в употреблении подозревается допинга ещё один латвийский хоккеист. По правилам МОК и ИИХФ, в случае если в употреблении допинга будут уличены двое и более игроков одной команды, она может быть снята с турнира. В применении запрещённых препаратов подозревался игрок латвийской команды Ральф Фрейбергс. По итогам расследования Виталий Павлов был дисквалифицирован ИИХФ на полтора года. 

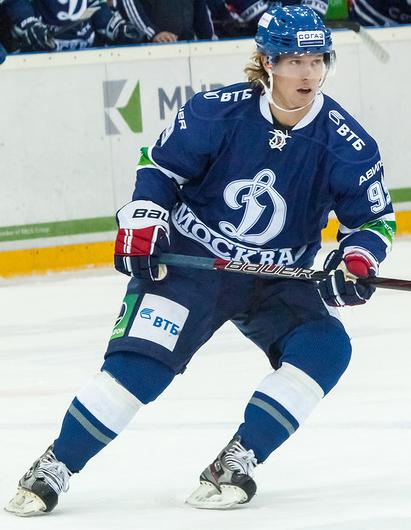
Никлас Бекстрём

Фрейбергс также не избежал наказания: МОК дисквалифицировал хоккеиста и лишил его диплома за участие в XXII зимних Олимпийских играх. Несмотря на то, что Фрейберг стал вторым игроком сборной Латвии, попавшимся на употреблении допинга, национальная команда избежала суровых санкций. В то же время МОК указывает, что санкции к команде в соответствии с нормативами ИИХФ можно применять, если в употреблении допинга замешаны более двух игроков сборной.
Ещё одним громким скандалом стал допинговый эпизод со шведским нападающим Никласом Бекстрёмом. Допинг-проба показала, что хоккеист принимал противоаллергическое средство кларитин, который содержит запрещенное вещество псевдоэфедрин. При этом о результатах допинг-пробы было объявлено за два часа до финального матча со сборной Канады. Бекстрём при этом заявил, что уже давно принимает препарат зиртек, так как уже семь лет страдает аллергией, что не мешало ему принимать участие в чемпионатах мира или Олимпиаде. Однако из-за предъявленных обвинений появилась вероятность того, что спортсмен может лишиться серебряной медали Олимпиады. При этом Национальная хоккейная лига сразу объявила, что вещество, найденное в организме Бекстрёма, не запрещено в лиге, поэтому он сможет выступать за свой клуб «Вашингтон Кэпиталз». В конце августа завершилось расследование, в результате которого Никлас Бекстрём получил серебряную медаль Олимпийских игр 2014 года. Поскольку хоккеист сотрудничал в расследовании и не намеревался улучшить свою форму при помощи запрещённого вещества, ему была вручена серебряная награда.

## Итоги и оценка
По итогам хоккейного турнира Канада сумела защитить титул олимпийских чемпионов и в мужском, и в женском соревновании. Результат оправдал мнения экспертов и букмекеров. Уже вторую Олимпиаду подряд на Играх нет равных канадским хоккеистам. Обе победные шайбы канадских хоккеистов впоследствии были подарены Международной федерации хоккея. Торжественная церемония передачи в дар ИИХФ двух памятных шайб состоялась в главном медиацентре Сочи. Президент ИИХФ Рене Фазель получил их из рук вице-премьера правительства России Дмитрия Козака.
Мужская сборная Канады выглядела сильней всех своих соперников на Играх и заслуженно завоевала золотые медали. Игра, продемонстрированная канадцами, была оценена в положительных тонах. Известный хоккейный эксперт Сергей Гимаев отметил высокий уровень игры в обороне команды Майка Бэбкока. Главный тренер «Эдмонтон Ойлерз» Даллас Икинс также выделил превосходную игру в обороне, осуществлённую за счёт высокого уровня коллективной игры. Провальным стало выступление другого фаворита — сборной России. Четвертьфинал стал не тем результатом, которого ожидали от хозяев Игр. Известный в прошлом защитник, а ныне комментатор СВС Гарри Гэлли основной причиной провала россиян назвал низкий уровень тренерского штаба, а также выбор не того вратаря. Трёхкратный обладатель Кубка Стэнли Крис Челиос считает, что у сборной России отсутствовали командные действия, виделась лишь только индивидуальная игра.
Сразу после окончания соревнований в мужском олимпийском турнире появились разговоры о неучастии игроков НХЛ на зимних Олимпийских играх 2018 года в Пхёнчхане. Доводы звучали те же, что и перед Играми в Сочи, но к ним добавились травмы Хенрика Зеттерберга, Джона Тавареса, Матса Цуккарелло и других игроков, что негативно влияет на решение владельцев клубов НХЛ. Также серьёзным ударом по отношениям НХЛ и МОК стал допинговый скандал, случившийся уже в самом конце Олимпиады. Эксперт CBC Дон Черри даже заявил, что считает, что НХЛ больше никогда не отправит игроков на Олимпиаду и даже готов поставить на это свою ферму.
В финале женского хоккейного турнира вновь обошлось без сенсации и в нём выступали две сильнейшие североамериканские сборные. Больше повезло канадкам, которые сумели одержать волевую победу в овертайме. После Игр вновь появились вопросы по целесообразности проведения женского хоккейного турнира, в котором Канада и США на голову сильнее конкурентов. Ведь другие страны просто не успевают за США и Канадой, в которых тратятся миллионы долларов на программы развития и которые изолируют своих игроков от клубов в год проведения Олимпиады. Однако президент ИИХФ Рене Фазель сказал, что женский хоккей точно никуда не денется из программы зимних Олимпийских игр.
К чему не возникло никаких претензий на Олимпийских играх в Сочи, так это к организации проведения соревнования. Практически всем понравился уровень и качество проведения хоккейного турнира. Президент федерации хоккея Канады Боб Николсон похвалил организацию Олимпиады в Сочи. Он отметил, что русскими на 100% были созданы условия, чтобы лучшим хоккеистам ничто не мешало показывать отличный хоккей. Чешский хоккеист Яромир Ягр назвал Игры в Сочи самыми красивыми из тех, в которых он участвовал. Генеральный менеджер женской хоккейной сборной России Алексей Яшин, для которого эта Олимпиада стала четвёртой, посчитал, что Игры 2014 года стали для него самыми лучшими в плане организации и удобства, а также самыми масштабными. Нападающий сборной Канады Райан Гецлаф выразил мнение, что организаторы прекрасно сделали свою работу и то, что ему и его партнёрам по команде всё нравится на этих Играх.